# Eucorethra underwoodi
Eucorethra underwoodi är en tvåvingeart som beskrevs av William Lyman Underwood 1903. Eucorethra underwoodi ingår i släktet Eucorethra och familjen tofsmyggor. Inga underarter finns listade i Catalogue of Life.